# 그루지: 죽은 자의 저주
《그루지: 죽은 자의 저주》(Happy Birth Death)는 말레이시아에서 제작된 돈 호에 감독의 2016년 공포, 스릴러 영화이다. 진탄 등이 주연으로 출연하였다.

## 출연

### 주연
- 진탄